# ホテル・カエサル
『ホテル・カエサル』（Hotel Cæsar）は、ノルウェーのソープオペラシリーズ。1998年10月24日からTV 2で放送されている。2000年には、スピンオフドラマの『Hotel Seger』が作られた。